# Moulédous
Moulédous é uma comuna francesa na região administrativa de Occitânia, no departamento dos Altos Pirenéus. Estende-se por uma área de 6,98 km². Em 2010 a comuna tinha 220 habitantes (densidade: 31,5 hab./km²).